# Serra dels Gegants
La Serra dels Gegants és una serra situada als municipis de Sant Pere de Ribes i Sitges (Garraf), amb una elevació màxima de 214 metres.
El 29 de juny de 2012 un incendi l'afectà de manera parcial.